# المسجد الكبير الجامع (سيمفروبول)
يوجد المسجد الكبير الجامع (بالروسية: Кебир-Джами)‏، (بالأوكرانية: Кебір-Джамі)‏، (بالتتارية: Kebir Cami)‏، (بالتركية: Kebir Camii)‏ في سيمفروبول، شبة جزيرة القرم. ويُعد نصبًا معماريًا بارزًا في سيمفروبول وأقدم مبنى في المدينة.

## التاريخ
في 1508، أو 914 هجري حسب التقويم الإسلامي، تم افتتاح المسجد الكبير الجامع. مكتوب على مدخل المسجد بـاللغة العربية: "بني هذا المسجد على شرف منلي الأول غيراي خان، غفر الله له ولأولاده جميع ذنوبهم في شهر المحرم سنة تسعمائة" وأربعة عشر".  يُعتقد أن الجدران البيضاء للمسجد أعطت اسمًا لمدينة سيمفروبول (المسجد الأبيض)؛ التي تعود للقرون الوسطى. على مر السنين خضع المسجد لإعادة الإعمار عدة مرات.
بعد الحرب العالمية الثانية تُرك المسجد الكبير الجامع في حالة من الهجر. لعدة سنوات، تم استخدام المسجد كورشة عمل لتغليف الكتب. بعد عودة تتار القرم من الترحيل، بدأ إحياء المسجد القديم: في 1989، أُعيد المسجد إلى المجتمع المسلم. بدأت عملية إعادة الإعمار في أواخر أكتوبر 1991.
اليوم، المسجد الكبير الجامع هو المسجد الجامع الرئيسي في شبه جزيرة القرم، وهو مقر إقامة المفتي وموقع التوجيه الروحي لمسلمي القرم. وتضمنت الأراضي أيضًا مدرسة (مؤسسة تعليمية) ومكتبة تتار القرم.

## أنظر أيضا
- الدين في شبه جزيرة القرم
- قائمة مساجد روسيا
- قائمة مساجد أوروبا